# Siemił (imię)
Siemił – staropolskie imię męskie, złożone z członów Sie- (przypadek zależny od siego, sich – "w najbliższym czasie") i -mił ("miły"). Znaczenie imienia: "ten, który wkrótce będzie miły". Istnieje też hipoteza, że jest to pochodna imienia Siemomił lub forma imienia Wszemił.